# Río Moindah
El río Moindah es un río de Nueva Caledonia. Tiene un área de influencia de 165 kilómetros cuadrados.